# Supergaul
Supergaul ist eine Kabarett-Schlagerband aus Berlin und Kehl am Rhein, die vor allem für ihre Mischung aus eingängigen Elektroschlagermelodien und ihren teils brachialen und ironischen kabarettistisch-gesellschaftskritischen Texten bekannt ist.

## Geschichte
Supergaul wurde im Jahr 2011 gegründet und besteht aus den drei Mitgliedern „Bier Wolfmann“, „Axel H.“ und „Uschi“, wobei Bier Wolfmann viele der Auftritte auch alleine unter dem Namen Supergaul bestreitet. Ursprünglich als Spaßprojekt gegründet, wurde die erste Veröffentlichung Danebenbenehmen mit dazugehörigem Video noch im Eigenvertrieb veröffentlicht. Anfang 2012 wurde das Independent-Label Rummelplatzmusik auf Supergaul aufmerksam und nahm die Band unter Vertrag.
Das Debütalbum Eigentlich wollte ich Klein, aber dann kam Groß mit der Single Mein Vater ist ein Warlord, ich hab ihn trotzdem lieb erschien am 14. Dezember 2012 und stellte die Weichen für den typischen, brachialkomischen Stil der Band. Das Album bescherte Supergaul erste Radiopräsenz und zahlreiche, recht kontroverse Reviews zwischen ungeteilter Begeisterung und strikter Ablehnung.
Am 2. August 2013 erschien die EP Der Guantanamo Fun Hit, die als Vorab-EP zum kommenden Album konzipiert war. Das zweite Album Musik für Menschen mit oder ohne Penis erschien schließlich am 29. August 2014 erneut über Rummelplatzmusik und wurde medial breit wahrgenommen und besprochen und schaffte es teilweise bis in die Feuilletons und Kulturmedien. Auch bei diesem Album mit den beiden Singles Haaasi, ich schenk dir die Freiheit und Geschichten über Katzen und Träume gingen die Kritikermeinungen wiederum stark auseinander.

## Stil
Supergaul ist eine Kabarett-Band, die sich häufig der musikalischen Stilmittel des Elektroschlagers bedient, jedoch sind auch deutliche Einflüsse von Hip-Hop, Chanson, Austropop oder Hörspiel-Elemente auf den Alben der Band zu finden. Live gestalten sich die Auftritte als eine Mischung aus Stand-up-Comedy, selbstironischem Dada-Theater und Schlager-Performance.

## Diskografie
- 2012: Eigentlich wollte ich Klein, aber dann kam Groß (Album, Rummelplatzmusik)
- 2013: Der Guantanamo Fun Hit (EP, Rummelplatzmusik)
- 2013: listen to berlin 2013/2014 – Das muss Liebe sein (Samplerbeitrag)
- 2014: Musik für Menschen mit oder ohne Penis (Album, Rummelplatzmusik)